# رکن‌الدین کهین
ملک رکن‌الدین کیهن کرت فرزند ملک شمس‌الدین_محمد کرت بود و پس از وفات پدرش، دومین امیر از دودمان آل_کرت به شمار می‌آید. او در حدود سال ۶۷۶ هجری قمری برابر با ۱۲۷۷ میلادی به فرمان آباقاخان ایلخان مغول به حکومت هرات و نواحی شرقی خراسان گماشته شد. لقب "کیهن" یا "کهین" به معنی "کوچک‌تر" یا "جوان‌تر" است و برای تمایز او از برخی دیگر از رجال هم‌نام در تاریخ به کار رفته است.
این امیر از حیث شخصیت، فردی باهوش، محتاط، نظامی‌گرا و اهل سیاست توصیف شده است. منابعی چون «تاریخ‌نامه هرات» نوشته سیفی هروی و «روضات‌الجنان» اثر زمچی اسفزاری، اطلاعات نسبتا دقیقی از دوران او نقل کرده‌اند. این منابع نشان می‌دهند که رکن‌الدین در دوران پرآشوب پس از حمله مغولان، توانست حکومت خراسان غربی را تثبیت کرده و قلمرو کرتیان را گسترش دهد.

## زمینه قدرت گیری و حمایت های مغولان
پدر رکن‌الدین، یعنی ملک شمس‌الدین محمد کرت، بنیان‌گذار عملی سلسله آل کرت بود. پس از وفات او در سال ۶۷۶ هجری، دولت محلی در هرات دچار بی‌نظمی شد. در آن زمان، رکن‌الدین در دربار ایلخانان مغول در تبریز به سر می‌برد. ایلخان وقت، آباقاخان (پسر هلاکوخان) که حکومت مغولی ایران را در دست داشت، با شناخت از لیاقت رکن‌الدین، وی را به عنوان جانشین پدرش تعیین کرد.
این انتصاب حکایت از دو نکته مهم دارد:
1. روابط خوب و اعتماد ایلخانان مغول به آل کرت.
2. توانایی سیاسی رکن‌الدین کیهن در حفظ تعادل بین اطاعت از مغولان و اعمال استقلال محلی در خراسان.
رکن‌الدین پس از صدور فرمان، با گروهی از سپاهیان مغولی و خراسانی به سمت هرات بازگشت. در هرات، با وجود مشکلات داخلی و مخالفت برخی از فرماندهان و طوایف، او موفق شد به سرعت اوضاع را کنترل و حکومت را تحکیم بخشد.

## توسعه نظامی و تسلط بر اطراف غور و قندهار و غیره
در سال ۶۷۹ هجری قمری، رکن‌الدین توجه خود را به نواحی غربی و جنوبی قلمرو، یعنی ولایت غور و قندهار معطوف کرد. منطقه غور که در دوران‌های پیشین محل فعالیت طوایف مختلف و گاه نا‌آرامی‌ها بود، اهمیت استراتژیک زیادی داشت. رکن‌الدین ابتدا با سپاهی منظم وارد غور شد و پس از تسخیر قلعه‌های آن منطقه، آن‌ها را به افراد وفادار سپرد.
وی سپس به سوی قندهار حرکت کرد که به دلیل موقعیت تجاری و نظامی‌اش، یکی از اهداف مهم حکومت کرتیان بود. با پیروزی در قندهار، رکن‌الدین توانست نواحی جنوب شرقی قلمرو خود را نیز تحت کنترل درآورد و خط مرزی آل کرت را تا مرز سند گسترش دهد.
این اقدامات، نشانه‌ای از اقتدار نظامی و روحیه توسعه‌طلبی رکن‌الدین بود که او را در میان امیران آل کرت، به یکی از پرقدرت‌ترین چهره‌ها تبدیل کرد.

## شورش داخلی و چالش های خانواده گی
در سال ۶۹۳ هجری قمری، یکی از مهم‌ترین حوادث دوران حکومت رکن‌الدین کیهن رخ داد. پسر او به نام فخرالدین کرت، که در قلعه‌ای به نام «خیسار» زندانی بود، موفق شد زندان‌بان خود را کشته و فرار کند. او پس از آن به نواحی اطراف پناه برد و قصد داشت علیه پدرش قیام کند. این امر باعث بروز شکاف خانوادگی در درون سلسله شد.
امیر نوروز، یکی از سرداران مغول که در خراسان حضور داشت، برای حل بحران میان پدر و پسر وارد عمل شد. او فخرالدین را زیر حمایت خود گرفت و تلاش کرد از وقوع جنگ داخلی جلوگیری کند. مدتی بعد، فخرالدین به دستور پدرش به جنگ با پهلوان محمد جردی که در قلعه خواف طغیان کرده بود، فرستاده شد و این مأموریت نیز به توفیق رسید.
این حوادث نشان می‌دهد که اگرچه حکومت رکن‌الدین در ظاهر مستحکم بود، اما تهدیدات داخلی، به‌ویژه از جانب طغیان شاهزادگان و فرماندهان محلی، همواره یکی از خطرهای بالقوه برای ثبات سلسله آل کرت بوده است.

## وفات و انتقال قدرت
ملک رکن‌الدین کیهن کرت در سال ۶۹۷ هجری قمری / ۱۲۹۸ میلادی درگذشت. با مرگ او، پسرش فخرالدین کرت که پیشتر شورش کرده بود، به قدرت رسید و سومین امیر آل کرت شد.
رکن‌الدین با وجود چالش‌های داخلی، توانست:
حدود سی سال بر بخش‌های وسیعی از خراسان، غور، قندهار و مناطق هم‌مرز حکومت کند.
روابط سازنده‌ای با ایلخانان مغول برقرار کند.
نظام اداری نسبتاً منظم و قوی‌ای برای مدیریت مناطق مختلف ایجاد کند.

## میراث تاریخی رکن الدین کیهن
۱. تثبیت حاکمیت آل کرت در خراسان بزرگ
یکی از مهم‌ترین میراث‌های تاریخی رکن‌الدین کیهن، تثبیت کامل سلطه آل کرت بر خراسان بود. پس از حملات مغول و فروپاشی دستگاه‌های حکومتی خوارزمشاهیان، سلجوقیان و غوریان، خراسان به یک سرزمین بی‌مرکز و پرآشوب تبدیل شده بود. ملک رکن‌الدین توانست با حمایت ایلخانان و مدیریت نظامی و اداری مؤثر، هرات را به پایگاه اصلی حکومت آل کرت تبدیل کند.
از این رهگذر:
بسیاری از فرمانروایان محلی مطیع حکومت مرکزی آل کرت شدند.
امنیت کاروان‌ها و راه‌های تجاری تأمین شد.
پایه‌ریزی حکومتی شد که بیش از یک قرن در خراسان دوام آورد.
۲. گسترش فرهنگ ایرانی-اسلامی در دوره پسامغولی
هرچند حکومت آل کرت زیر سلطه ایلخانان مغول قرار داشت، اما رکن‌الدین کوشید تا فرهنگ بومی و اسلامی ایرانی را از انقراض نجات دهد. در دوره او:
زبان فارسی به‌عنوان زبان رسمی دولت و دربار مورد توجه قرار گرفت.
علما، فقها و شاعران به دربار آل کرت جذب شدند.
کتابت و نسخه‌پردازی آثار دینی، ادبی و فلسفی تشویق شد.
رکن‌الدین با ساخت مدارس و خانقاه‌هایی در هرات، نیشابور و خواف، راه را برای بازسازی علمی و فکری خراسان هموار کرد.
۳. حفظ استقلال نسبی در برابر مغولان
یکی از مهم‌ترین میراث‌های سیاسی رکن‌الدین، مهارت در تعامل با ایلخانان مغول بود. او هرچند تحت‌الحمایه رسمی مغولان بود، اما توانست:
استقلال اداری، نظامی و اقتصادی خود را حفظ کند.
در زمان ضعف ایلخانان، عملاً خراسان را بدون دخالت مستقیم آن‌ها اداره کند.
خود و فرزندانش را به عنوان فرمانروایانی مشروع و مقبول در منطقه تثبیت کند.
این سیاست میانجی‌گری باعث شد خراسان نسبت به مناطق دیگر ایران از ثبات بیشتری برخوردار باشد و کانون علم و فرهنگ باقی بماند.
۴. اقدامات عمرانی و تقویت جایگاه هرات
رکن‌الدین هرات را به پایتخت تمدنی خراسان شرقی بدل کرد. او به ترمیم دیوارهای شهر، ساخت مدارس و مساجد، بازسازی بازارها، و تقویت بنادر زمینی مانند خواف و تون (فردوس کنونی) پرداخت.
شهر هرات در این دوره به تدریج به جایگاه مهمی در مسیر تجارت شرق و غرب دست یافت و بعدها در عصر تیموریان به اوج شکوفایی رسید. بنابراین، پایه‌گذاری این شکوفایی را می‌توان به دوران رکن‌الدین کیهن نسبت داد.
۵. میراث اخلاقی و نظامی
رکن‌الدین در تاریخ‌نامه‌ها به عنوان مردی معتدل، دارای حسن سلوک، نظامی‌مدار اما عادل یاد شده است. او:
با رعیت با انصاف رفتار می‌کرد.
با خاندان‌های محلی با احترام برخورد می‌نمود.
سربازان و سرداران لایق را با پاداش و مقام تشویق می‌کرد.
این اخلاق حکمرانی باعث شد مردم خراسان، حکومت آل کرت را با وجود وابستگی به مغولان، مشروع بدانند.